# 미치오 카쿠
미치오 카쿠(영어: Michio Kaku IPA: [ˈmiːtʃioʊ ˈkɑːkuː], 일본어: 加来 道雄 가쿠 미치오[*], 1947년 1월 24일~)는 일본계 미국인 미래학자이자 물리학자, 대중 과학 운동가이자 뉴욕시립대학교의 교수이다. 평행우주에 대한 견해를 대중에게 보급시킨 것으로 유명하며, 끈 장론에 대한 연구로도 잘 알려져 있다.

## 같이 보기
- 끈 장론
- 핵융합